# لئوناردو بازیل
لئوناردو بازیل (انگلیسی: Leonardo Basile؛ زاده ۱۲ مه ۱۹۸۳ در ناپل) یک تکواندوکار ایتالیایی است. در سال ۲۰۰۵، بازیل در وزن بیش از ۸۴ کیلوگرم، هم در مسابقات قهرمانی تکواندو در مادرید، اسپانیا و هم در یونیورسیاد تابستانی در ازمیر، ترکیه، موفق به کسب مدال برنز شد. او همچنین در یونیورسیاد تابستانی ۲۰۰۷ در بانکوک، تایلند مدال نقره را در همان وزن به دست آورد و سرانجام با شکست ایوان ترایکوویچ از اسلوونی در مسابقات قهرمانی تکواندو اروپا ۲۰۱۲ در منچستر انگلستان به مدال طلا دست یافت. بازیل یکی از اعضای تیم تکواندو سنترو اسپورتیوو ایزرچیتو است و زیر نظر و مربیگری یون سون-چول تمرین می‌کند.
بازیل، پس از دوم شدن در مسابقات مقدماتی اروپا در استانبول، ترکیه، در کلاس سنگین‌وزن مردان (۸۰+ کیلوگرم) جواز حضور در بازی‌های المپیک تابستانی سال ۲۰۰۸ در پکن را بدست آورد. او در دور مقدماتی، مسابقه را برابر آنخل ماتوس از کوبا با نتیجه ۱–۳ واگذار کرد.